# Бернетт (округ, Вісконсин)
Шаблон:StateAbbr_ 45°52′ пн. ш. 92°22′ зх. д. / 45.87° пн. ш. 92.37° зх. д.
 Бернетт (англ. Burnett County) — округ (графство) у штаті Вісконсин. Ідентифікатор округу 55013.

## Історія
Округ утворений 1865 року.

## Демографія
За даними перепису 
2000 року 
загальне населення округу становило 15674 осіб, усе населення сільське.
Серед мешканців округу чоловіків — 7897, а жінок — 7777. В окрузі було 6613 домогосподарства, 4503 родин, які мешкали в 12582 будинках.
Середній розмір родини становив 2,8.
Віковий розподіл населення поданий у таблиці:
| Стать    | До 15 років | 15-21 | 22-29 | 30-39 | 40-49 | 50-65 | 65-85 | Понад 85 |
| -------- | ----------- | ----- | ----- | ----- | ----- | ----- | ----- | -------- |
| Чоловіки | 1416        | 683   | 487   | 911   | 1257  | 1601  | 1406  | 136      |
| Жінки    | 1349        | 624   | 501   | 892   | 1132  | 1643  | 1415  | 221      |

## Суміжні округи
- Дуглас — північний схід
- Вошберн — схід
- Беррон — південний схід
- Полк — південь
- Чисаго, Міннесота — південний захід
- Пайн, Міннесота — захід

## Виноски
1. ↑  U.S. Decennial Census. United States Census Bureau. Архів оригіналу за 26 квітня 2015. Процитовано 2 серпня 2015.
2. ↑  Historical Census Browser. University of Virginia Library. Архів оригіналу за 11 серпня 2012. Процитовано 2 серпня 2015.
3. ↑  Forstall, Richard L., ред. (27 березня 1995). Population of Counties by Decennial Census: 1900 to 1990. United States Census Bureau. Архів оригіналу за 18 липня 2015. Процитовано 2 серпня 2015.
4. ↑  Census 2000 PHC-T-4. Ranking Tables for Counties: 1990 and 2000 (PDF). United States Census Bureau. 2 квітня 2001. Архів оригіналу (PDF) за 18 грудня 2014. Процитовано 2 серпня 2015.
5. ↑  State & County QuickFacts. United States Census Bureau. Архів оригіналу за 24 січня 2016. Процитовано 17 січня 2014. [Архівовано 2016-01-24 у Wayback Machine.](англ.) Наведено за англійською вікіпедією.
6. ↑  American FactFinder. Бюро перепису населення США. Архів оригіналу за 26 лютого 2012. Процитовано 31 січня 2008. [Архівовано 2008-05-21 у Wayback Machine.]

| США | Це незавершена стаття з географії США. Ви можете допомогти проєкту, виправивши або дописавши її. |